# Kieferbach
Le Kieferbach (appelé Klausbach dans son cours supérieur, Thierseer dans son cours moyen et Klausenbach dans son cours inférieur), est une rivière autrichienne et allemande, affluent en rive gauche de l'Inn.

## Géographie
Son parcours de 24 km prend sa source dans les préalpes orientales septentrionales près du col d'Ursprung (en), à la frontière austro-allemande.

## Source
- (de) Cet article est partiellement ou en totalité issu de l’article de Wikipédia en allemand intitulé « Kieferbach » (voir la liste des auteurs).